# Akari Fujinami
Akari Fujinami (japanska: 藤波朱理), född 11 november 2003, är en japansk brottare som tävlar i fristil.

## Karriär
Akari Fujinami är dubbel världsmästare från 2021 och 2023 i 53-kiloklassen. Vid olympiska sommarspelen 2024 i Paris tog hon guld i 53 kg-klassen efter att ha besegrat ecuadorianska Lucía Yépez i finalen.